# 软锰矿
软锰矿是一种矿物，主要由二氧化锰（MnO2）组成，是重要的锰矿。它是黑色的无定形矿物，通常是颗粒状、纤维状或柱状结构，有时形成肾状结壳。它有金属光泽，黑色或蓝黑色条纹，很容易弄脏手指。软锰矿的比重约为4.8。

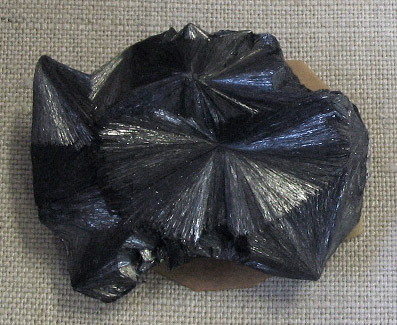
针状辐射的软锰矿

## 存在

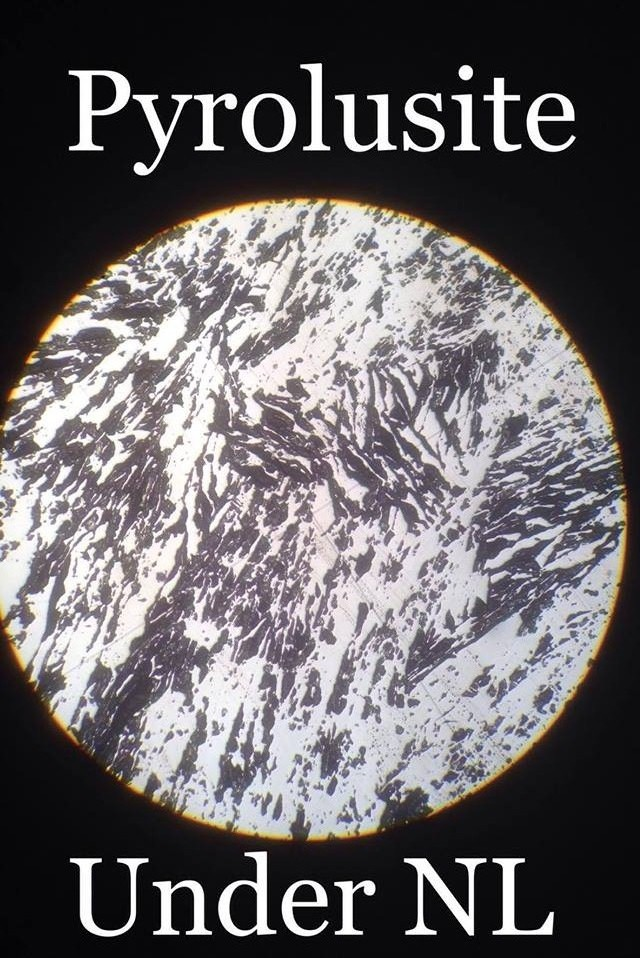
软锰矿的显微图像

软锰矿和钡硬锰矿是最常见的锰矿。
在水热矿床中和氧化性条件下，软锰矿会与水锰矿、锰钡矿、黑锰矿、褐锰矿、黑锌锰矿、针铁矿和赤铁矿伴生。它也存在于酸性泥炭沼泽，由锰矿的蚀变产生。

## 树突状氧化锰
人们经常在裂缝或岩石表面发现的具有树突状晶体惯态的黑色氧化锰通常被认为是软锰矿，尽管对这些树突状晶体的的仔细分析表明，它们实际上都不是软锰矿，而是氧化锰的其它形式。

## 历史
欧洲一些最著名的早期洞穴壁画就是用软锰矿制作的。在有尼安德特人的地点经常会发现软锰矿块。它可能是作为石洞壁画的颜料保存的，但也有人认为是将其制成粉末，并与木蹄层孔菌混合用于生火。土红色的软锰矿是人类祖先最早使用的天然物质之一。至少从旧石器时代中期开始，它就被用作颜料。它可能也被尼安德特人用于生火。